# Viață de boem (film)
Viață de boem (titlu original: Rent) este un film american dramatic muzical din 2005 regizat de Chris Columbus. Este o adaptare a muzicalului cu același nume de pe Broadway din 1996, bazat la rândul său pe opera La Bohème a lui Giacomo Puccini din 1896. Rolurile principale au fost interpretate de actorii Anthony Rapp, Adam Pascal și Rosario Dawson.

## Distribuție

### Roluri principale
- Anthony Rapp - Mark Cohen
- Adam Pascal - Roger Davis
- Rosario Dawson - Mimi Marquez
- Jesse L. Martin - Thomas B. "Tom" Collins
- Wilson Jermaine Heredia - Angel Dumott Schunard[12]
- Idina Menzel - Maureen Johnson
- Tracie Thoms - Joanne Jefferson
- Taye Diggs - Benjamin "Benny" Coffin, III

### Roluri secundare
- Aaron Lohr - Steve
- Daniel London - Paul
- Wayne Wilcox - Gordon
- Chris Chalk - Street Vendor
- Mackenzie Firgens - April
- Corey Rosen - Cafe Manager
- Shaun Earl - Waiter
- Rod Arrants - Mr. Hansen
- Mike Garibaldi - Mr. Grey
- Jennifer Siebel Newsom - Receptionist
- Sarah Silverman - Alexi Darling
- Daryl Edwards - Mr. Jefferson
- Anna Deavere Smith - Mrs. Jefferson
- Kevin Blackton - Mr. Johnson
- Bettina Devin - Mrs. Johnson
- Joel Swetow - Mr. Cohen
- Randy Graff - Mrs. Cohen